# Vahl-Ebersing
Vahl-Ebersing település Franciaországban, Moselle megyében. Lakosainak száma 497 fő (2022. január 1.). Vahl-Ebersing Altviller, Biding, Folschviller, Lachambre, Laning, Lelling és Lixing-lès-Saint-Avold községekkel határos.

## Népesség
A település népessége az elmúlt években az alábbi módon változott:
| Lakosok száma | 533  | 517  | 526  | 514  | 513  | 513  | 509  | 507  | 497  |
|               | 2013 | 2015 | 2016 | 2017 | 2018 | 2019 | 2020 | 2021 | 2022 |